# فرار از برانکس
فرار از برانکس (ایتالیایی: Fuga dal Bronx) یک فیلم اکشن ایتالیایی است که در سال ۱۹۸۳ منتشر شد.

## بازیگران
- هنری سیلوا
- پینو اینسنیو
- والریا دوبیچی
- آنتونیو ساباتو سینیور
- انیو جیرولامی
- پائولو مالکو
- ایفا چمریس
- موانا پوتسی
- ماسیمو وانی
- انتسو جی. کاستلاری
- جانکارلو پرته
- کارلا برائیت